# Longlands Beck
Der Longlands Beck ist ein Fluss im Lake District, Cumbria, England. Der Longlands Beck entsteht an der Westseite des Longlands Fell und des Lowthwaite Fell. Der Fluss fließt in nördlicher Richtung, bis er nördlich des Chapelhouse Reservoirs in den River Ellen mündet.